# IC 3783
IC 3783 је спирална галаксија у сазвјежђу Ловачки пси која се налази на листи објеката дубоког неба у Индекс каталогу.
Деклинација објекта је + 40° 33' 59" а ректасцензија 12h 47m 27,8s. Привидна величина (магнитуда) објекта IC 3783 износи 14,7 а фотографска магнитуда 15,5. IC 3783 је још познат и под ознакама MCG 7-26-52, CGCG 216-29, PGC 43163.